# Пол Джозеф Вотсон
Пол Джозеф Вотсон (англ. Paul Joseph Watson, також відомий як PJW; нар. 24 травня 1982, Шеффілд, Велика Британія) — британський відеоблогер, радіоведучий, публіцист і конспіролог. Спеціальний редактор Infowars.com, онлайн-ресурсу, що спеціалізується на просуванні конспірологічних теорій, пов'язаних з американською і міжнародною політикою. Учасник радіопередачі Infowars «Шоу Алекса Джонса» ((англ.)), де за сумісництвом час від часу виступає в ролі ведучого або співведучого замість або разом з радіоведучим і відомим конспірологом Алексом Джонсом.

## Біографія
Уотсон народився в Шеффілді, Південний Йоркшир . У листопаді 2016 в інтерв'ю виданню The Tab він охарактеризував свій спосіб життя під час підліткового періоду як «не зовсім загальноприйнятий» і зазначив, що щодня протягом трьох годин займався спортом і не вживав алкоголь .

## Політичні погляди
Вотсона називають одним з «правих коментаторів інформаційної ери». Сам він відносив себе до лібертаріанців і підтримав Рона Пола на президентських виборах в США 2012 року. Пізніше в одному з твітів 2016 року він згадав, що більше не вважає себе лібертаріанцем, тому що Гері Джонсон «зробив цей термін ганебним». У листопаді 2016 на Facebook Вотсон назвав себе членом «нових правих», яких, за його словами, слід розглядати окремо від альтернативних правих. Вотсон також застосовує по відношенню до себе термін консерватор і розглядає сучасний консерватизм як контркультурний рух.
Вотсона, відомого своїми критичними висловлюваннями щодо ісламу в контексті тероризму, часто звинувачують у розпалюванні ворожнечі проти мусульман. В одному зі своїх YouTube-відео він охарактеризував іслам як «нетолерантну, радикальну і екстремістську систему віри» і заявив, що насильство — це «культура ісламу».

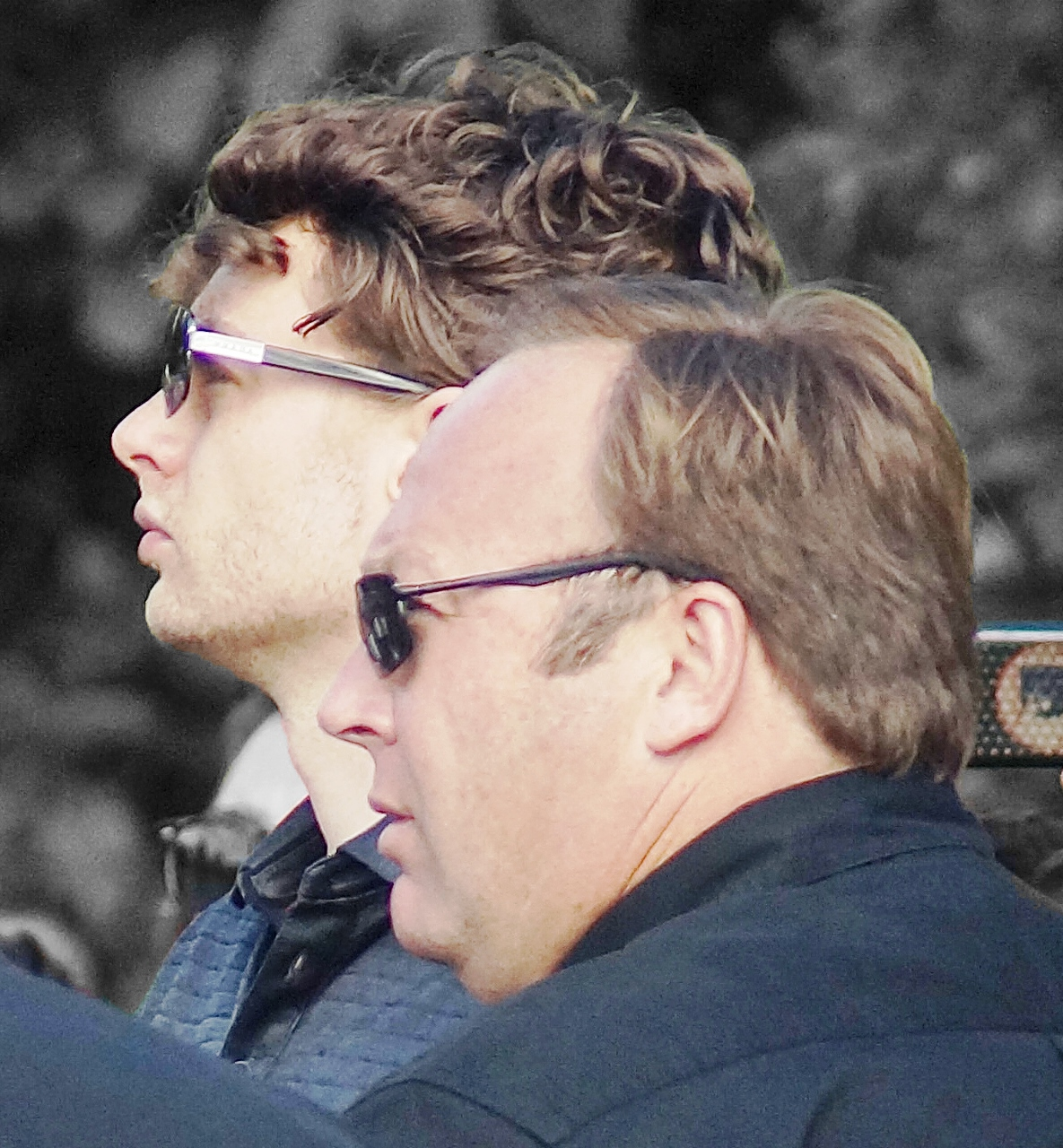
Вотсон і Алекс Джонс

Незважаючи на те, що він підтримав кандидатуру Дональда Трампа на президентських виборах 2016 року, 6 квітня 2017 Вотсон оголосив у своєму Твіттері, що «офіційно зійшов з поїзда Трампа» (англ. «officially OFF the Trump train») у відповідь на рішення президента завдати ракетного удару по Сирії, що послідувало після хімічної атаки кількома днями раніше; пояснивши це тим, що Трамп порушив свою обіцянку не втручатися в сирійський конфлікт. Пізніше, уточнив, що «зійшов з поїзда Трампа тільки з питань Сирії». Він також заявив, що зосередиться на агітації за кандидата на пост президента Франції Марін Ле Пен від партії Національний фронт на виборах 2017 року.
У лютому 2022 року підтримав вторгнення РФ до України. 

## Згадки в ЗМІ
У 2016 став відомий як один з перших прихильників конспірологічній теорії, основна ідея якої полягала в тому, що Хілларі Клінтон нібито страждає від численних серйозних захворювань. Роль Вотсона у створенні та популяризації чутки висвітлювалася в популярних ЗМІ як частина дискусії про значення чуток і конспірологічних теорій в президентських виборах в США в 2016 році.
У лютому 2017 у своєму Твіттері він запропонував оплатити будь-якому журналісту, який вважає, що в Швеції безпечно, поїздку в країну, за умови, що той зупиниться в «заповненими злочинними елементами околицях» Мальме. Сотні людей відгукнулися на пропозицію, і Вотсон вибрав нью-йоркського репортера і відеооператора Тіма Пула, який вже планував подібне розслідування. Вотсон надав $2000 Пулові за поїздку Тім Пул також розпочав збір коштів на фінансування ще одного розслідування про «заборонені зони» в інших частинах Швеції та Європи.